# Синяя партия (Доминиканская Республика)
Синяя партия (исп. Partido Azul), также известна под названием «Бесхвостые» (исп. Los Bolos) — доминиканская политическая партия, которая существовала с конца XIX века до середины XX века.
В период, когда Улиссес Эро и Хуан Исидро Хименес Перейра возглавляли партию, им противостояла правая партия Los Coludos во главе с Орасио Васкесом. После переворота Трухильо партия была запрещена в 1930 году. Идеологическим преемником считается Либеральная партия Доминиканской Республики.
Другое название партии связано с петушиными боями, которые были популярными в конце XIX и в начале XX века. Bolos переводится с испанского, как бесхвостые.